# Brendan Fairclough
Brendan Fairclough (ur. 10 stycznia 1988 w Guildford) – brytyjski kolarz górski, wicemistrz świata juniorów.

## Kariera
Największy sukces w karierze Brendan Fairclough osiągnął w 2005 roku kiedy zdobył srebrny medal w downhillu juniorów podczas mistrzostw świata w Livigno. W kategorii elite najlepszy wynik osiągnął na mistrzostwach świata w Champéry w 2011 roku, gdzie był czwarty. W walce o medal minimalnie szybszy okazał się Samuel Blenkinsop z Nowej Zelandii. Pierwszy raz na podium zawodów Pucharu Świata stanął 21 sierpnia 2005 roku w Gressan, gdzie był trzeci za Australijczykiem Samuelem Hillem i Gregiem Minnaarem z RPA. Na kolejne podium musiał poczekać do sezonu 2010. Najpierw był trzeci 16 maja w Mariborze, a następnie trzeci 25 lipca w Champéry. W klasyfikacji generalnej pozwoliło mu to zająć szóste miejsce.